# Episodi di Degrassi: The Next Generation (quarta stagione)
La quarta stagione di Degrassi: The Next Generation viene trasmessa in Italia dal 22 febbraio 2010 con uno o due episodi quotidiani, riprendendo la trasmissione della serie a quattro anni di distanza dalla messa in onda delle prime tre stagioni.
La messa in onda italiana della quarta stagione della serie ha subito degli spostamenti, così come per la successiva. Gli episodi infatti non vengono trasmessi in ordine. L'episodio 12 è stato erroneamente intitolato "Problemi per Greg" anziché "Problemi per Craig". Inoltre, gli episodi 11, 14, 16 e 22 non sono stati trasmessi.
| nº | Titolo originale              | Titolo italiano          | Prima TV Canada   | Prima TV Italia  |
| -- | ----------------------------- | ------------------------ | ----------------- | ---------------- |
| 1  | Ghost in the Machine (Part 1) | Il processo              | 7 settembre 2004  | 22 febbraio 2010 |
| 2  | Ghost in the Machine (Part 2) | Una chitarra speciale    | 7 settembre 2004  | 17 marzo 2010    |
| 3  | King Of Pain                  | Marco for President      | 21 settembre 2004 | 25 febbraio 2010 |
| 4  | Mercy Street                  | L'ossessione di J.T.     | 21 settembre 2004 | 17 marzo 2010    |
| 5  | Anywhere I Lay My Head        | Casa dolce casa          | 28 settembre 2004 | 2 marzo 2010     |
| 6  | Islands in the Stream         | La gara dei baci         | 28 settembre 2004 | 18 marzo 2010    |
| 7  | Time Stands Still (1)         | Un brutto scherzo        | 5 ottobre 2004    | 7 marzo 2010     |
| 8  | Time Stands Still (2)         | La vendetta di Rick      | 12 ottobre 2004   | 6 marzo 2010     |
| 9  | Back In Black                 | L'eroe della Degrassi    | 19 ottobre 2004   | 5 marzo 2010     |
| 10 | Neutron Dance                 | Il corso di yoga         | 26 ottobre 2004   | 7 marzo 2010     |
| 11 | Voices Carry (1)              | Proposta di matrimonio   | 2 novembre 2004   | non trasmesso    |
| 12 | Voices Carry (2)              | Problemi per Greg        | 9 novembre 2004   | 19 marzo 2010    |
| 13 | Bark at the Moon              | Nuovi arrivi             | 23 novembre 2004  | 10 marzo 2010    |
| 14 | Secret (1)                    | Il segreto di Emma       | 30 novembre 2004  | non trasmesso    |
| 15 | Secret (2)                    | Pericolo di contagio     | 7 dicembre 2004   | 11 marzo 2010    |
| 16 | Eye of the Tiger              | Le regole dell'amicizia  | 14 dicembre 2004  | non trasmesso    |
| 17 | Queen of Hearts               | La partita a carte       | 17 gennaio 2005   | 13 marzo 2010    |
| 18 | Modern Love                   | La confessione           | 24 gennaio 2005   | 14 marzo 2010    |
| 19 | Moonlight Desires             | Un donatore indesiderato | 31 gennaio 2005   | 14 marzo 2010    |
| 20 | West End Girls                | Il ballo di fine anno    | 31 gennaio 2005   | 16 marzo 2010    |
| 21 | Going Down the Road (1)       | Viva l'Inghilterra       | 7 febbraio 2005   | 16 marzo 2010    |
| 22 | Going Down the Road (2)       | Brindisi finale          | 14 febbraio 2005  | non trasmesso    |